# Xavier Paoli

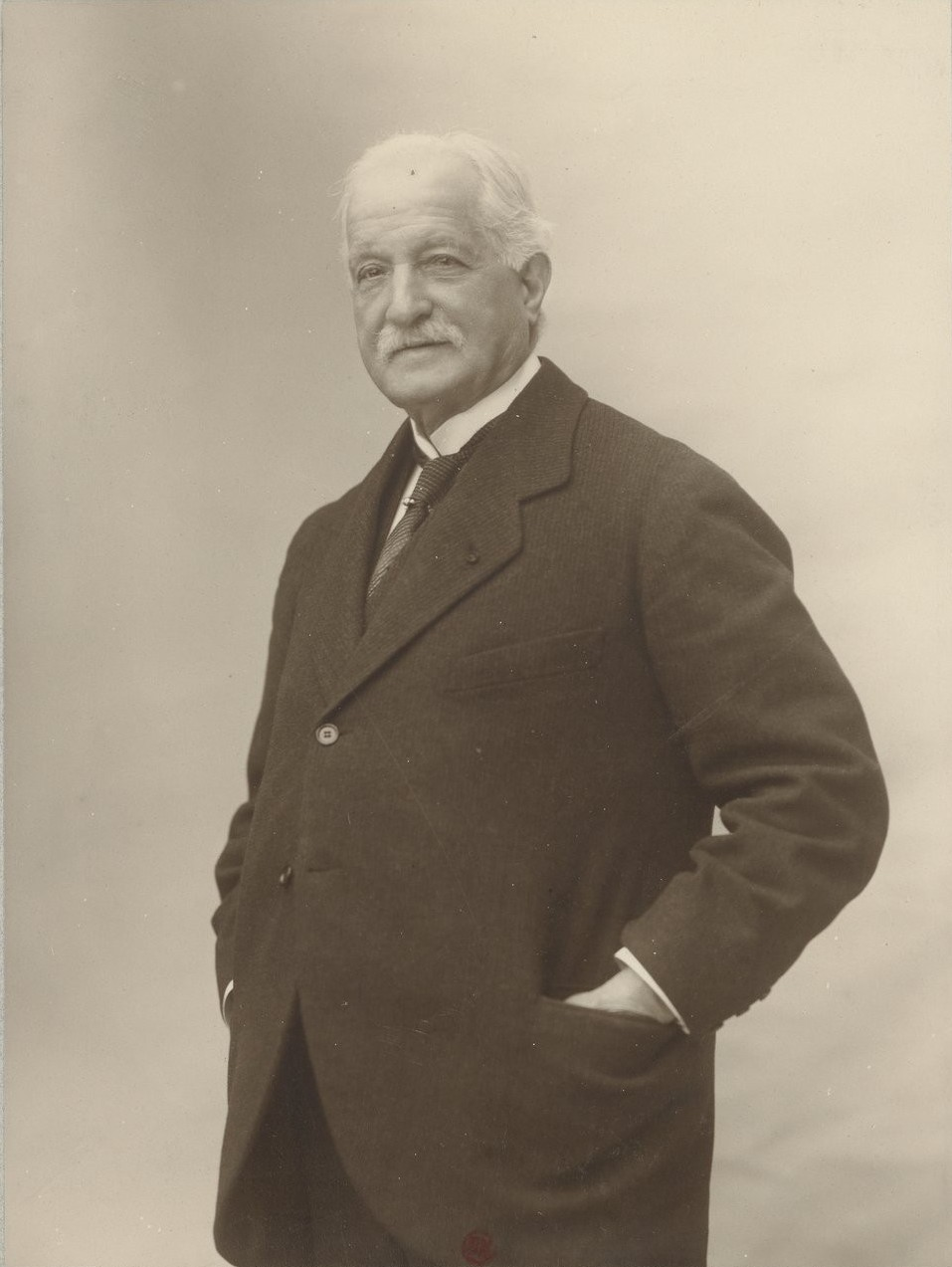
Xavier Paoli.

François Xavier Paoli, född 14 september 1833 i La Porta, Korsika, död 6 juli 1923 i Courbevoie, var en fransk författare, polisman och politiker.

## Biografi
Paoli föddes den 14 september 1833 i La Porta d'Ampugnani på Korsika, där hans far arbetade som olivoljehandlare. Denna ättling till general Pascal Paoli är släkt på sin mors sida med marskalk Horace Sébastiani, ursprungligen från samma by. Tack vare Henri Conneau gick han in i tjänst för den speciella järnvägspolisen 1866. Senare, under den Tredje franska republiken, dolde Paoli dessa anknytningar.
Han var framför allt ansvarig för uppdrag relaterade till italienska frågor. Paoli var tvåspråkig och var från 1869 till 1886 stationerad  på olika ställen vid gränsen till Italien, särskilt på stationerna Modane och Menton. Han lyckades med sina uppgifter och befordrades flera gånger.
Xavier Paoli dog den 6 juli 1923. Hans barnbarn Paul Vintini dödades på fronten den 5 maj 1917, och hans son Jacques, generalsekreterare för polisprefekturen, dog 4 maj 1920.

## Utmärkelser
- Riddare av Nordstjärneorden, i briljanter, 1896.
- Riddare av Hederslegionen,